# 松田直
松田 直（まつだ ただし）は、日本の教育学者。

## 略歴
- 1968年　東京大学文学部心理学科卒業
- 1975年　東京大学博士課程人文科学研究科心理学科単位取得満期退学

## 研究分野
- 重度・重複障害児のコミュニケーション活動に視点をおいた事例研究
- 重度・重複障害児、事例研究、コミュニケーション活動

## 著書
『重度・重複障害児の指導技術-課題学習の指導:課題学習への導入』
（岩崎学術出版社 、1979年）

## 所属学会
- 日本特殊教育学会（2001-）
- 日本重症心身障害学会
- 日本教育心理学会
- 日本心理学会
- 日本障害児教育実践学会（1994-）
- 日本発達障害学会（2003-）